# Opius beieri
Opius beieri är en stekelart som beskrevs av Fischer 1968. Opius beieri ingår i släktet Opius och familjen bracksteklar. Inga underarter finns listade i Catalogue of Life.